# Pasadizo elevado

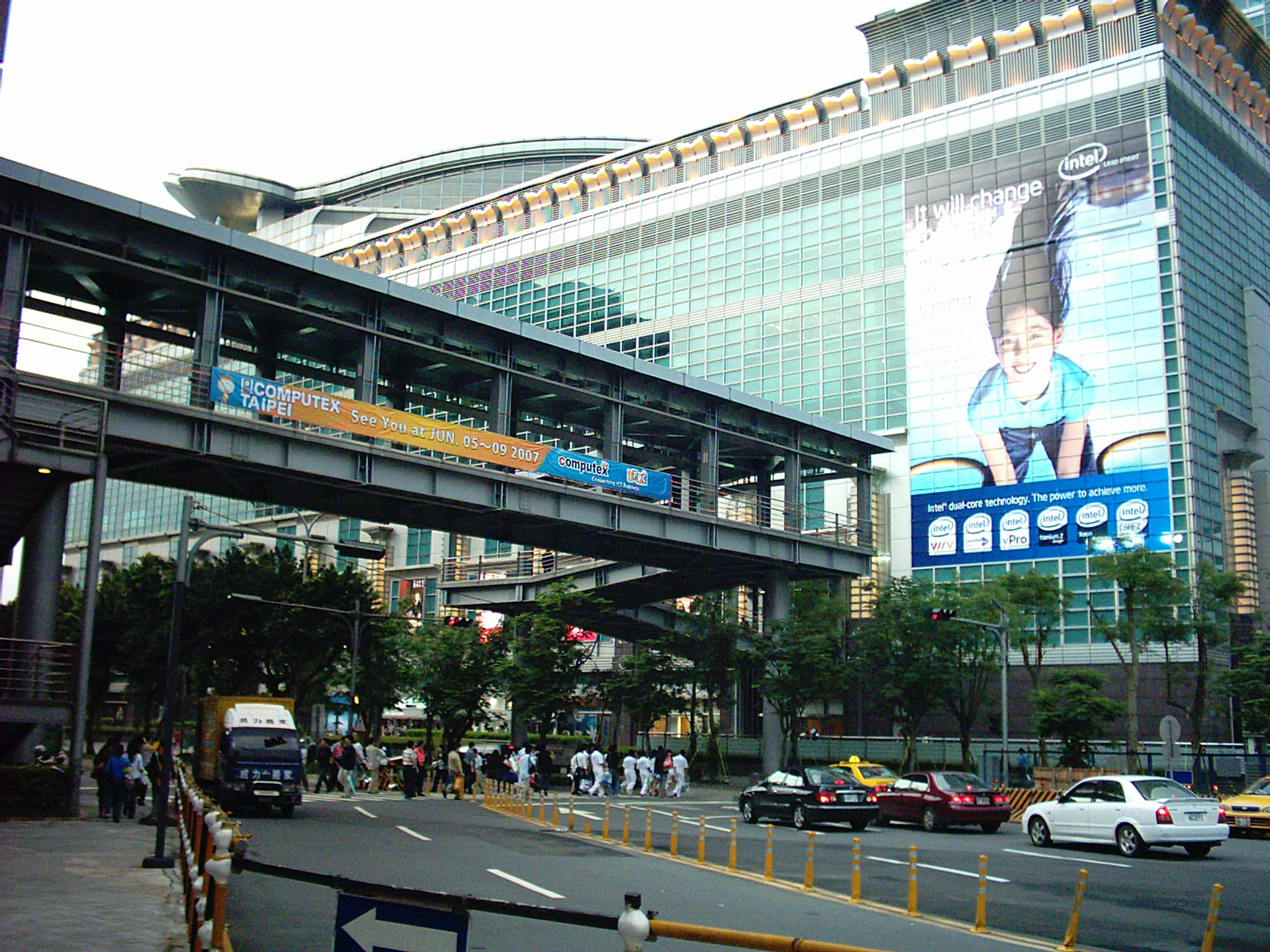
Pasadizo elevado en Taipéi

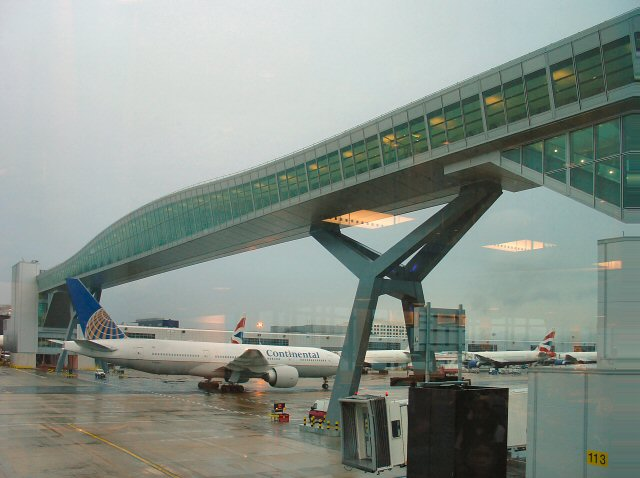
Pazadizo elevado, Aeropuerto de Londres-Gatwick.

En un entorno urbano, un pasadizo elevado es un tipo de pasadizo que consiste en un puente incluido o cubierto entre dos edificios. Este paso protege a peatones contra la climatología. 
Estos pasadizos pertenecen generalmente a empresas y son por lo tanto espacios no públicos (en oposición a la acera). Los pasadizos elevados conectan generalmente los primeros pisos sobre el nivel del suelo aunque a veces son mucho más altos, como el que se encuentra en las torres Petronas de Kuala Lumpur. El espacio en los edificios conectados por los pasadizos se dedica a menudo al comercio al por menor así que las áreas alrededor del pasadizo pueden actuar como centro comercial. Las áreas no comerciales con edificios próximos asociados, tales como campus universitarios, pueden a menudo tener pasadizos elevados y/o túneles que conectan edificios.
La red de pasadizos más grande del mundo - +15 Walkway de Calgary, Alberta - tiene una longitud total de 16 kilómetros. Sin embargo, el sistema es discontinuo y no conecta cada edificio céntrico. La red continua más grande de pasadizos elevados - el sistema Minneapolis Skyway - mide 13 kilómetros que conectan 69 bloques en el centro de Minneapolis.
Otras ciudades en el Medio Oeste de Estados Unidos, tales como Des Moines, Cedar Rapids, Rochester y Saint Paul también tienen sistemas de pasadizos elevados significativos. En una escala más pequeña, las terminales de los grandes aeropuertos están conectadas a menudo por sistemas de pasadizos como ocurre en el aeropuerto de Mánchester, Reino Unido.
El sistema de Bombay Skywalks es un sistema discontinuo de 50 pasadizos elevados previstos en la región metropolitana de Bombay, cada 1 o 2 kilómetros en longitud. Cuando esté terminado, será el sistema de pasadizos más grande del mundo. El primero de estos tiene una longitud de 1,3 km (que conecta las regiones suburbanas de Bandra y de Kurla.

## Antiguos pasadizos elevados

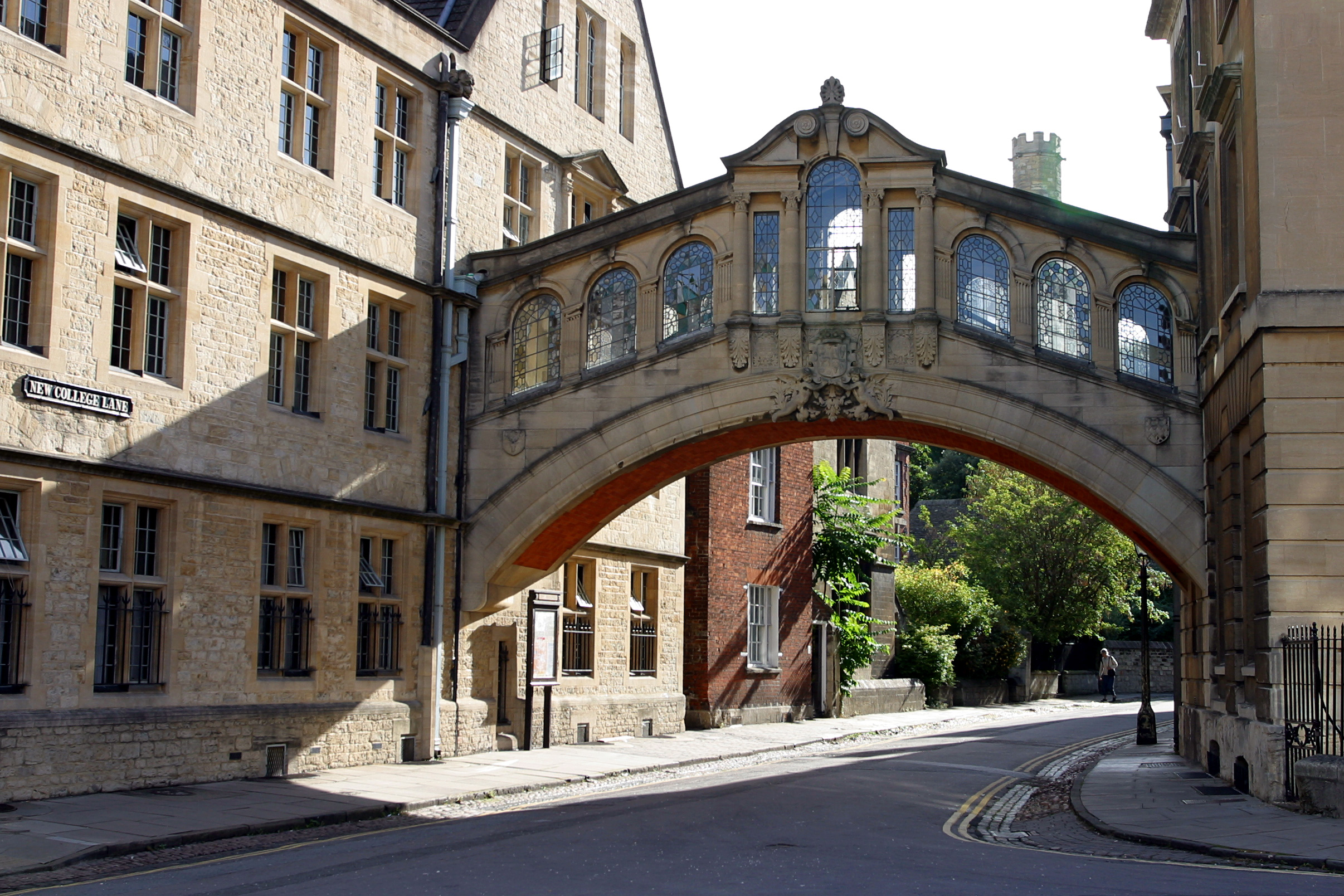
Puente de los suspiros, Oxford

- Copenhague, Dinamarca: pasadizo que conecta el edificio de los juzgados con usos adyacentes, siglo XVIII.
- Córdoba, España, Sabat de la Mezquita de Córdoba: Conectaba el Alcázar califal con la Mezquita Aljama por encima de la calle para permitir al califa acudir al lugar de oración con seguridad y discreción. Existieron dos, uno construido en el siglo IX y otro en el siglo X, aunque ninguno ha llegado a nuestros días.
- Faaborg, Funen, Dinamarca: pasadizo en el centro, siglo XVIII
- Venecia, Italia, Puente de los Suspiros, que conecta el palacio del dux y la prisión, siglo XVI
- Mercado Elevado del 6 de octubre, Egipto, mercado que tiene que ser abierto en 2011 situado en el 6 de octubre. Se dice que será uno de los mayores centros comerciales de Oriente medio y se espera que sea uno de los más concurridos del mundo. El mercado objetivo para este centro es la población de clase baja.